# ノリッジ空港
ノリッジ空港（英: Norwich Airport）は、イングランドのノーフォークにあるヘルズドン（英語: Hellesdon）にある小さな国際空港で、ノリッジの北4キロメートル (2.5 mi)にある。2017年、ノリッジ空港は英国での旅客数は29番目、イースト・アングリア地域で最も混雑していた。

## 概要
ノリッジ空港には、乗客の公共交通機関または飛行指導のための飛行を許可するCAA公共使用飛行場免許がある。
長い歴史をもつKLMシティホッパーによるアムステルダム・スキポール空港への航空路線に加え、英国とヨーロッパのさまざまな目的地への航空路線がある。商用便に加え、チャーター機もノリッジから運航している。
ブリストウ・ヘリコプターズ、ダンコプター、バブコックミッションクリティカルサービスオフショア（英語: Babcock Mission Critical Services Offshore）は乗組員を北海のガスリグまで運び、サクソンエア（英語: SaxonAir）はエグゼクティブ、プライベート航空機、ヘリコプターのチャーター便を運航している。
空港は、地方自治体の所有の下、1970年代初頭に旧RAF基地の敷地内に設立されました。その後、個人所有に売却された。

## 統計

### 利用者数
元のウィキデータクエリを参照してください.
| 順位 | 空港                     | 旅客数  | 前年比 2016 / 17 |
| ---- | ------------------------ | ------- | ---------------- |
| 1    | アムステルダム空港       | 140,162 | 2.3%             |
| 2    | アバディーン空港         | 42,998  | 14.9%            |
| 3    | パルマ・デ・マヨルカ空港 | 25,847  | 9.65             |
| 4    | エディンバラ空港         | 28,350  | 3.1%             |
| 5    | エクセター空港           | 26,957  | 20.6%            |
| 6    | マンチェスター空港       | 24,634  | 11%              |
| 7    | テネリフェ・スール空港   | 18,698  | 2.4%             |
| 8    | アリカンテ空港           | 18,443  | 36.8%            |
| 9    | マラガ空港               | 16,898  | 35.2%            |
| 10   | ロドス国際空港           | 9,109   | 100%             |
| 11   | メノルカ空港             | 9,055   | New Route        |
| 12   | コルフ国際空港           | 9,032   | 21.4%            |
| 13   | イビサ空港               | 9,032   | 61%              |
| 14   | グラン・カナリア空港     | 9,032   | 42.4%            |
| 15   | ジャージー空港           | 6,123   | 27.7%            |